# Csillagközi por

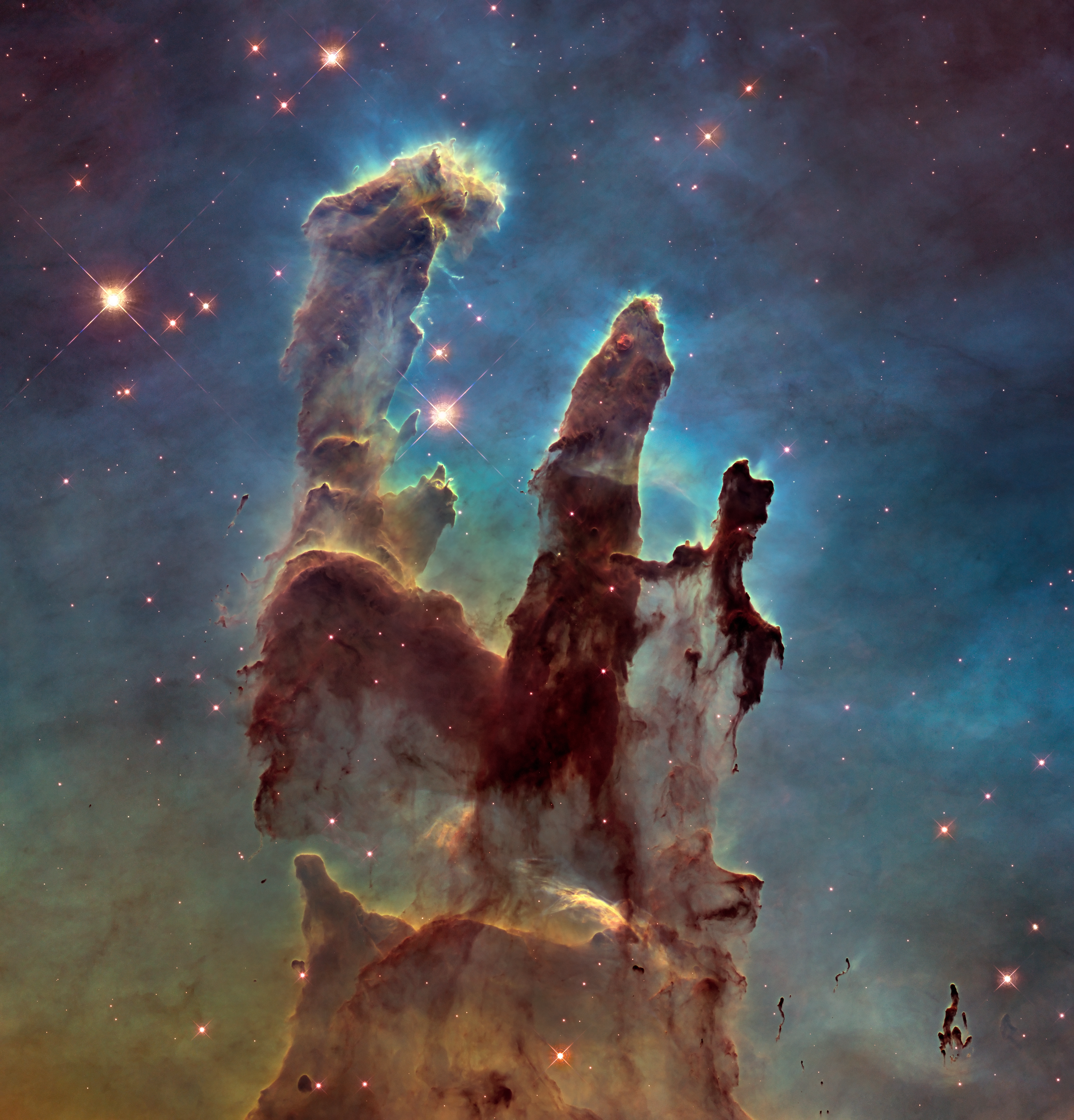
A Sas-köd és a Teremtés Oszlopai, ahol a csillagok mögött lévő gáz- és csillagközi porfelhő veri vissza a fényt

A világűr – bár a Földön előállítható legnagyobb vákuumnál is ritkább –, mégis gáz és por anyagot tartalmaz. Galaxisunkban, a Tejútrendszerben a csillagközi térben térfogategységenként többet, míg a galaxisok közötti térben kevesebbet.
A csillagközi por háromféle módon befolyásolja a csillagok áthaladó fényét: részben elnyeli és ezáltal gyengíti, másrészt elvörösíti a fényüket, harmadrészt kis mértékben polarizálja az áthaladó fényt.

## Csillagközi por
A Tejútrendszer tömegének kb. 10%-át teszi ki a csillagközi gáz és por, kb. 1%-át a porszemcsék, melyek mérete 0,01–0,1 μm között van. Anyaguk szén, szilikát vagy vas, a hőmérséklettől függően víz-, szén- vagy szén-dioxid-jég köpennyel burkolva. Térbeli eloszlásuk nagyon egyenlőtlen: zömmel galaxisunk korongjában találhatók, azon belül is felhőkbe vagy kisebb, ún. globulákba tömörülve. Egyes sűrűbb felhők a látóirányunkba eső, távolabb levő csillagok fényét teljesen elnyelik, sötét alakzatot rajzolva az égboltra. Ezeket sötét ködnek nevezzük, legismertebb képviselőjük az Orion csillagképben található Lófej-köd.
2016-ban a nemzetközi Cassini űrszonda a csillagközi por gyenge, de jól elkülöníthető nyomait észlelte, amik kétségkívül a Naprendszeren kívülről érkeztek.
A Cassini 2016-ban már 12 éve keringett a Szaturnusz bolygó körül. Elsősorban a gázóriást, annak holdjait és a gyűrűket vizsgálta. Ennek során milliószámra észlelt jégben gazdag porrészecskéket a Cosmic Dust Analyser-rel (=„kozmikus por vizsgáló” nevű műszer), amik túlnyomó része a jeges Enceladus holdról ered, továbbá a Szaturnusz külső gyűrűiből.
Az észlelt porban azonban 36 olyan nyomot találtak, amik a tudósok szerint a Naprendszeren kívüli eredetre utal. Az ilyen külső eredetű por nem ritka a Naprendszerben. Az 1990-es években a ESA/NASA Ulysses küldetése észlelt első ízben a helyszínen csillagközi port, amit később a NASA Galileo űrszondája is megerősített.
A por eredetét vissza tudták követni egy csillagközi porfelhőig, ami egyébként egy majdnem üres gázbuborék, amin a Naprendszer keresztül halad.
Átlagosan évente csak néhány ilyen porszem volt észlelhető. Ezek nagy sebessége és speciális útvonala jól megkülönböztethetővé tette őket a Szaturnusz körül megszokott jégrészecskéktől. A parány porrészecskék sebessége meghaladta a 72 000 km/h-t, ami olyan nagy, hogy a Szaturnusz (vagy akár a Nap) gravitációs ereje sem lassítja le őket számottevő mértékben.
A legfontosabb tényező az, hogy az Ulysses-től és a Galileo-tól eltérően a Cassini első alkalommal elemezni tudta a por kémiai összetételét, ami ásványok speciális keverékének bizonyult, nem pedig jégnek. A por több részecskéjének kémiai összetétele egymáshoz igen hasonló, a fő alkotórészek: magnézium, szilícium, kalcium. Kisebb mértékben előfordul kén és szén.
A csillagközi por a csillagok pusztulásával jön létre. A por korát csillagászati értelemben fiatalnak találták. A kutatók szerint a por anyaga a haldokló csillagból kiáramló anyag lökéshullámai miatt több alkalommal széttöredezik, majd újból összeáll.

## Por  a galaxisok közötti térben
A csillagközi por a galaxisok közötti világűrben is megtalálható. Már 1949-ben bizonyítékokat találtak a létezésére. Kutatása a 20. század végén felerősödött.  A csillagközi por eloszlása nagy változatosságot mutat. Ez a por befolyásolhatja az intergalaktikus távolságméréseket.
A csillagközi por a csillagközi anyag egy részét alkotja. Helyenként a sűrűsége olyan nagy és kiterjedése olyan mértékű, hogy csillagközi porfelhőről beszélhetünk. Ezek kialakulásának lehetőségét már az 1960-as években felvetették. 1980-ra már legalább négy ilyen csillagközi porfelhő vált ismertté néhány megaparsec (Mpc) távolságon belül a Tejútrendszertől. Ezek a Hoffmeister (1962), az Okroy (Murawski, 1983), a Rudnicki-Baranowska (Kwast, 1974), és az Abadi-Edmunds (1977) porfelhő.
2014 februárjában a NASA bejelentette a policiklusos aromás szénhidrogének adatbázisának fejlesztését. A tudósok szerint az Univerzumban létező szén több mint 20%-a ilyen policiklusos vegyületekben található, amik az általunk ismert élet építőköveinek számítanak. Ezek a vegyületek legkorábban az ősrobbanás után 2 milliárd évvel alakultak ki, és az egész univerzumban megtalálhatók.

## Külső hivatkozások
- Nasa database A policiklusos aromás szénhidrogének kereshető adatbázisa